# Alchemilla humilicaulis
Alchemilla humilicaulis es una especie de planta del género Alchemilla, perteneciente a la familia Rosaceae.

## Taxonomía
Alchemilla humilicaulis fue descrita por Serguéi Yuzepchuk en 1941.

## Distribución
Se encuentra en el territorio del Krai de Altái, República de Altái, Kazajistán y Kirguistán.